# Roman Cichowski (przedsiębiorca)
Roman Dominik Kajetan Cichowski herbu Wąż (ur. 4 sierpnia 1818 w Usarzowie, zm. 20 września 1889 w Linowie) – polski właściciel ziemski, wynalazca i działacz polityczny. Zajmował się udoskonalaniem maszyn rolniczych.

## Życiorys
Był synem Rozalii z Chomętowskich (praprawnuczki Marcina Chomętowskiego) oraz Piotra (rotmistrza Wielkiej Armii w 1812/13). Dziadek Henryka Cichowskiego. Miał siedmioro dzieci: Mieczysława, Marię, Wandę, Henryka, Helenę, Różę i Władysławę. Jest pochowany na cmentarzu parafialnym w Trójcy.
W roku 1838 za działalność niepodległościową w gimnazjum władze carskie nakazują mu przesiedlenie się do Jałutorowska na Syberii, ujezd (powiat) tiumeński, gdzie przebywa 6 lat mając zezwolenie na korespondencję z domem i na kontynuację nauki oraz bezwzględny zakaz opuszczania miejsca pobytu.
Po powrocie z zesłania wiosną 1844 r. ożenił się z Kazimierą Leszczyńską w Maruszowie n. Wisłą (sandomierskie), po czym w 1846 roku objął pobliski majątek Linów, otrzymany od teścia Alojzego Leszczyńskiego.
Przed i podczas powstania styczniowego działał w Stronnictwie Białych. Wspólnie ze St. Karskim negocjował w imieniu Białych z gen. Marianem Langiewiczem w Nowej Słupi w lutym 1863 r.

## Działalność wynalazcza
Od 1847 roku podejmował praktyczne działania związane z usprawnieniem niektórych narzędzi rolniczych. W swoim majątku w Linowie zbudował gospodarstwo doświadczalne, gdzie przez wiele lat prowadził doświadczenia z kolejnymi modelami różnych konstrukcji pługów w specjalnej konstrukcji szufladach, wypełnionych różnego rodzaju glebą. Zgromadził w Linowie wszystkie z dostępnych ówcześnie rodzajów pługów z różnych krajów.
Od ok. 1855 był członkiem Towarzystwa Rolniczego. W 1860 roku uruchomił w Linowie niewielką fabrykę urządzeń rolniczych, z czasem podejmując współpracę m.in. z lubelską Fabryką Machin i Odlewnią Żelaza Mieczysława Wolskiego. W 1860 roku wziął udział w wystawie rolniczej w Londynie (pozytywne opinie m.in. W. Harvarda, właściciela zakładów maszyn rolniczych w Belfaście). W kolejnych latach zdobywał nagrody i medale na wystawach rolniczych w Paryżu i Brukseli.
W 1870 r. uzyskał złoty medal na wystawie rolniczo-przemysłowej w Warszawie (za pługi i sadzarkę). Wyniki obserwacji i doświadczeń publikował, m.in. w 1856-1858 roku w czasopiśmie „Gazeta Przemysłowa i Rolnicza” oraz „Kłosy” Nr 383 z 1872 roku w broszurze polemicznej z Adolfem Kohnem (1859) oraz „Opis pługów i narzędzi rolniczych wedle własnego pomysłu wykonanych wraz ze sposobem ich użycia” (Warszawa, 1871 r.). Problematyką doskonalenia maszyn rolniczych zajmował się niemal do końca swego życia.